# 한신 백화점

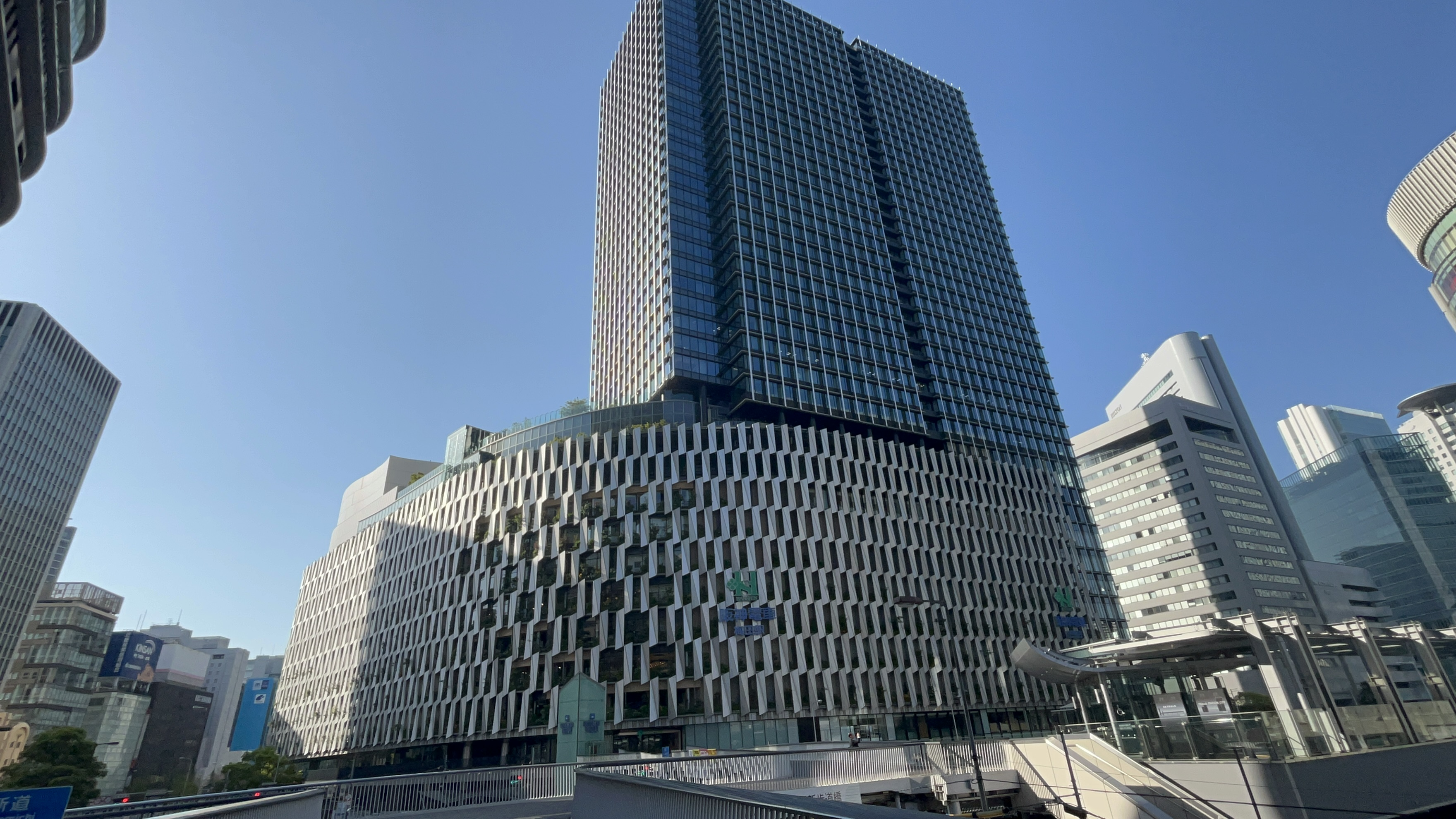
우메다 본점

한신 백화점(일본어: 阪神百貨店 한싱햑카텡[*], 영어: Hanshin Department Store)은 에이치 투 오 리테일링 유한 공사 산하 주식회사 한큐 한신 백화점이 운영하는 일본의 백화점이다. 우메다에 본점이 있다.

## 같이 보기
- 한큐 백화점